# Благодёр, Иван Иванович
Иван Иванович Благодёр (род. 24 февраля 1955, Алма-Ата, СССР) — советский и российский театральный деятель и педагог. Заслуженный артист Российской Федерации (2011). Заслуженный работник культуры Российской Федерации (1998).

## Биография
Иван Иванович Благодёр родился 24 февраля 1955 года в Алма-Ате.
В 1978 году окончил ЛГИК по специальности народно-хоровое вокальное искусство. В 1978-79 годах работал педагогом-вокалистом в ТЮЗе имени А. А. Брянцева. С 1979 года — музыкальный руководитель Молодёжного театра на Фонтанке.
С 2001 года преподаёт в Санкт-Петербургской государственной Академии Театрального Искусства (СПб ГАТИ) «Сольное пение» и «Вокальный ансамбль». С 2004 года занял пост заведующего кафедрой вокала и музыкального воспитания. С 2003 года — музыкальный руководитель Александринского театра.
Ему принадлежит музыкальное оформление спектаклей БДТ, ТЮЗа имени А. А. Брянцева, Театра на Литейном, Театра сатиры на Васильевском острове, Молодёжного театра на Фонтанке («Мещанин во дворянстве», «Смерть Ван Халена», «Гроза», «Трехгрошовая опера», «Маркиза де Сад», «Крики из Одессы», «Дни Турбиных», «Касатка», «Жаворонок», «Священные чудовища», «Отелло», «Лунные волки», «Двенадцатая ночь, или Что угодно»).
Иван Благодёр работал с такими режиссёрами, как В. Фокин, Г. Козлов, Г. Дитятковский, А. Галибин, С. Спивак. Сотрудничает со многими театрами России, Латвии, Польши, Финляндии.
В 2005 году стал инициатором и художественным руководителем ежегодного театрального фестиваля «Поющая маска».

## Работы в театре

### Музыкальный руководитель
- 1993 «Лунные волки» Нины Садур — (реж. В. Туманов)
- 1989 «Мещанин во дворянстве» Мольера — (реж. С. Я. Спивак)
- 1989 «Гроза» А. Н. Островского — (реж. С. Я. Спивак)
- 1995 «Трехгрошовая опера» Бертольта Брехта — (реж. С. Я. Спивак)
- 1995 «Воспитанница» А. Н. Островского — (реж. А. В. Галибин)
- 1997 «Маркиза де Сад» Юкио Мисима — (реж. С. Я. Спивак)
- 1997 «Сказание о царе Петре и убиенном сыне его Алексее» Ф. Горенштейна — (реж. А. В. Галибин)
- 1998 «Женитьба» Н. В. Гоголя — (реж. А. В. Галибин)
- 1998 «P. S. капельмейстера Иоганнеса Крейслера, его автора и их возлюбленной Юлии» (каденции на темы Э.Т.А. Гофмана и В. А. Моцарта) — (реж. Г. Козлов)
- 1999 «Касатка» А. Н. Толстого — (реж. С. Я. Спивак)
- 1999 «Орнитология» А. Строганова — (реж. Р. Смирнов,)
- 1999 «Сказка о царе Салтане» А. С. Пушкина (режиссёр — В. Голуб)
- 2000 «Крики из Одессы» по пьесе И. Э. Бабеля «Закат» — (реж. С. Я. Спивак)
- 2000 «Дни Турбиных» М. А. Булгакова — (реж. С. Я. Спивак)
- 2000 «Пара гнедых» А. А. Белинского (режиссёр — А. Белинский)
- 2000 «Дон Жуан» Мольера — (реж. Г. Тростянецкий)
- 2001 «Жаворонок» Жана Ануя — (реж. С. Я. Спивак)
- 2001 «Отголосок» Г. Костера (реж. И. Селин)
- 2001 «Вишнёвый сад» А. П. Чехова (режиссёр — Р. Смирнов)
- 2001 «Три сестры и дядя Ваня» М. Гавриловой — (реж. М. Гаврилова)
- 2002 «Священные чудовища» Жана Кокто — (реж. С. Я. Спивак)
- 2002 «Ревизор» Н. В. Гоголя — (реж. В. Фокин)
- 2003 «Отелло» Уильяма Шекспира — (постан. С.Я Спивак, реж. А. Утеганов)
- 2003 «Маскарад» М.Лермонтова — (реж. И. Селин)
- 2003 «Маленькие трагедии» А. С. Пушкина — (реж. Г. Козлов)
- 2004 «Ангажемент» по Ю.Князеву и А. П. Чехову — (реж. А. В. Галибин)
- 2004 «Неизвестный» по М.Лермонтову — (реж. М. Гаврилова)
- 2005 «Двойник» по Ф. М. Достоевскому — (реж. В. Фокин)
- 2005 «Нора» Г.Ибсена — (реж. А. Галибин)
- 2006 «Живой труп» Л. Н. Толстого (реж. В. Фокин)
- 2007 «Муха» по одноименному стихотворению И. Бродского и сказке К. Чуковского «Муха-Цокотуха» — (реж. О. Ерёмин)
- 2007 «Смерть Ван Халена»
- 2007 «Двенадцатая ночь, или Что угодно»
- 2007 «Цветы для Чарли» Д. Киза — (реж. И. Сакаев)
- 2008 «Женитьба» Н. В. Гоголя — (реж. В. Фокин)
- 2008 «Человек=Человек» Бертольта Брехта (реж. Ю. Бутусов)
- 2009 «Ксения. История любви» В. Леванова — (реж. В. Фокин)
- 2010 «Гамлет» В.Шекспира — (реж. В. Фокин)
- 2011 «Ваш Гоголь» — (реж. В. Фокин)

#### Театр на Литейном
- 2006 «Пышка»[8]

### Режиссёр

#### Балтийский дом
- 2012 «ВокZал»[9]

## Награды и звания
- Заслуженный работник культуры Российской Федерации (1998)[10]
- Заслуженный артист Российской Федерации (2011)[11]
- Орден Дружбы (2022)[12]